# Arthur-Davies-Stadion
Das Arthur-Davies-Stadion ist ein multifunktionelles Stadion in Kitwe, Sambia, das nach Arthur Walter Davies benannt ist, einem ehemaligen Schiedsrichter der FIFA und aktiven Mitglied der Football Association of Zambia. Der Manager der Copperbelt Power Corporation (jetzt Copperbelt Energy Corporation), die in Kitwe ansässig war, gründete den Fußballverein Power Dynamos und baute das Stadion, in dem sich bis zu 15.500 Zuschauer aufhalten können. 
Im Stadion gibt es eine achtspurige Tartanbahn, einen Konferenzraum, Büros, eine Turnhalle und eine Klinik.
Es war einer der Austragungsorte der COSAFA Senior Challenge 2013.